# Márcio Américo
Márcio Américo Alves (Londrina, 14 de março de 1964) é um humorista, escritor e roteirista brasileiro.

## Biografia
Márcio Américo nasceu em Londrina, Paraná em 1964. Na adolescência, ajudava o pai como pintor de paredes. Em 1982, aos 18 anos descobriu em um anúncio de jornal um curso de teatro e começou a enveredar na área artística, voltando seu estilo ao humor.

### Carreira
Ainda no inicio dos anos oitenta estreou na TV Tropical (CNT) um quadro de humor onde brincava com noticias recentes através de personagens. Na década de noventa, com mais experiência criou o programa Jornal Cara de Pau, um humorístico que mistura noticias e variedades com um tom nonsense.
Márcio foi convocado várias vezes para desenvolver humor para rádios FM, entre elas: Jovem Pan, Transamérica e Folha FM. Em 2000 fixou residência em São Paulo onde passou a colaborar como redator humorístico para a TV Gazeta, Bandeirantes e Rede TV!.
Escreveu os livros Preciso Dar um Jeito na Vid, Meninos de Kichute, Corações Under Rocks e O Teatro de Márcio Américo.

### Problema com drogas
No início dos anos 2000, após se tornar dependente de álcool e a cocaína, acabou viciado em crack. Frequentou a cracolândia de São Paulo por 3 anos, onde chegou a morar por um ano.
Após ser resgatado por sua esposa e após passar por diversas clínicas de reabilitação, Márcio conseguiu largar o vício e está sóbrio desde 2005. 
Atualmente, através de entrevistas e vlogs, conta suas histórias desse período e informa as pessoas sobre o problema que é o crack e como os usuários podem ser tratados.    

### Carreira após as drogas
Foi convidado e participou de famosos grupos de comedia como o Seleção do Humor, Clube da Comédia em Pé, ImproRiso e Senta pra Rir, onde teve a oportunidade de dividir o palco com grandes nomes do stand up como Rafinha Bastos, Danilo Gentili, Márcio Ribeiro, Nany People, Oscar Filho, Diogo Portugal, Fabio Porchat entre outros.
Esteve por duas vezes no Programa do Jô, além de participações especiais em A Praça É Nossa, Faustão e Tudo É Possível. Seus vídeos no YouTube já somam mais de 1 milhão de acessos.

#### Meninos de Kichute
Coautor do roteiro de Meninos de Kichute, filme de longa metragem baseado em seu livro. O filme conta com a participação de Arlete Salles, Werner Schunemann e Vivianne Pasmanter. Neste filme participou de praticamente todas as etapas do filme-produção, elenco, arte, trilha sonora e lançamento.

#### Pastor Adélio
Ex-Testemunha de Jeová e ateu, ficou conhecido na internet através do personagem Pastor Adélio, criado em 2009, alcançando milhões de pessoas nas redes sociais. O personagem é uma crítica a teologia da prosperidade e a exploração da fé e devido a sua importância já se tornou inclusive tema de tese de mestrado.

## Política
Em 2024, Américo se candidatou a vereador em Londrina pelo PDT, oteve apenas 86 votos.

## Ligações Externas
- Márcio Américo. no IMDb.
- Blogue oficial
- Blogue oficial
- Canal de Márcio Américo no YouTube
- Márcio Américo no X
- Márcio Américo no Facebook